# Барі (метрополійне місто)
Метрополійне місто Барі (італ. Città metropolitana di Bari) – адміністративно-територіальна одиниця в регіоні Апулія, Італія. Одне з 10 метрополійних міст, що були створені законом 7 квітня 2014. З 1 січня 2015 року замінило провінцію Барі.